# Arcadi Blasco
Arcadi Blasco (Mutxamel, Alacant, 1928 - Majadahonda, Madrid, 2013) va ser un artista i creador alacantí que va sintetitzar terrisseria, ceràmica, escultura i abstracció, sense que cap d'elles perdés la seva essència, materialitzant-les, des de finals de la dècada de 1960, en relleus, vitralls i escultures. Va morir el dia 15 març 2013 a l'Hospital Puerta de Hierro de Majadahonda (Madrid), després d'una llarga malaltia.

## Primers anys
Va iniciar la seva formació artística el 1947 en el Cercle de Belles Arts de Madrid. En 1949 ingressa a la Reial Acadèmia de Belles Arts de San Fernando d'aquesta ciutat, concloent la seva llicenciatura en 1953 a la Reial Acadèmia de Belles Arts de Sant Carles, de València. Becat per l'Acadèmia Espanyola de Roma, coincideix allà amb altres pintors amb els quals després col·laborarà, com Josep Vento, Hernández Mompó o Rafael Canogar. En aquesta dècada de 1950, després d'una primera presa de contacte amb la ceràmica italiana, va ampliar coneixements al taller terrisser de Pedro Mercedes, a Conca (1956), a la sevillana Cerámicas Montalbán del barri de Triana, i a la localitat de tradició terrissera d'Agost, a Alacant.
El 1955 comparteix el seu primer taller - a la nau cedida per l'arquitecte Luis Martínez-Feduchi - amb José Luis Sánchez Fernández, Jacqueline Canivet i Carmen Perujo (la seva futura companya). Aquest any i el següent, i mentre comença a treballar en la sèrie de quadres ceràmics (1956-1964), exposa les seves pintures en mostres col·lectives com la Desena Triennal de Milà o la itinerant "Art Jove", al costat dels manxecs Canogar i Antonio López o els madrilenys Lucio Muñoz i Luis Feito. Més tard trasllada el taller a la seva població natal, on al llarg de la dècada de 1960 va desenvolupar les seves creacions, de grans proporcions, que s'han convertit en fites de referència urbana.

## Anys de plenitud

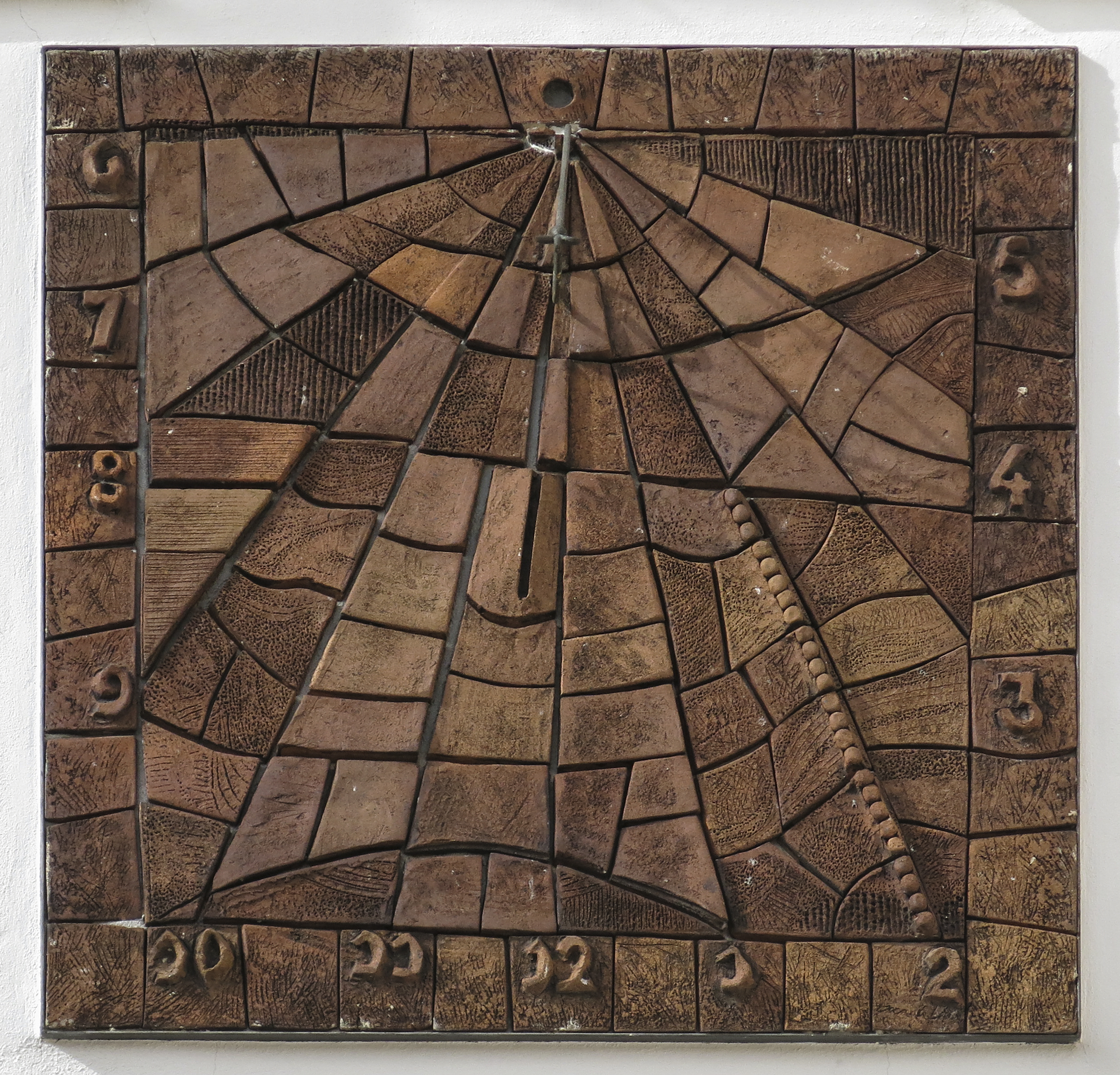
Rellotge de sol

El 1970 va representar Espanya a la Biennal de Venècia amb exemples de la seva sèrie Propostes ornamentals. En l'estiu de 1975, Arcadi i Carmen Perujo participen activament en les protestes creatives contra el desmantellament de la Ciutat Lineal de l'urbanista Arturo Soria; Blasco va ser acusat d'ultratge als símbols i banderes de la nació espanyola, i la seva conseqüent processament va provocar una sèrie de concentracions de protesta davant el Museu del Prado.
Entre 1979 i 1982 va viatjar al costat de l'especialista en ceràmica popular Natacha Seseña, la col·laboradora d'aquesta, Margarita Sáez i el fotògraf Agustín Rico, component un treball de camp que tenia com a finalitat documentar la tasca de les terrisseries supervivents per aquells anys a Castella la Nova. En 1983 va treballar a Colmenar de Oreja (Madrid), al costat del mestre tinajero Eugenio Crespo.
Grans escultures i murals ceràmics seus poden veure en diferents punts de les Autopista de la Mediterrània. Altres obres en llocs públics : el Monument a la Constitució (1986) a la capital alacantina, l'Homenatge a la Dama d'Elx (1987) en l'Avinguda de la Llibertat, a Elx, Alacant, el Monument al Pescador (1989), al Campello, també a Alacant, o la Plaça del Zodíac, al barri de Palomeras de Madrid.

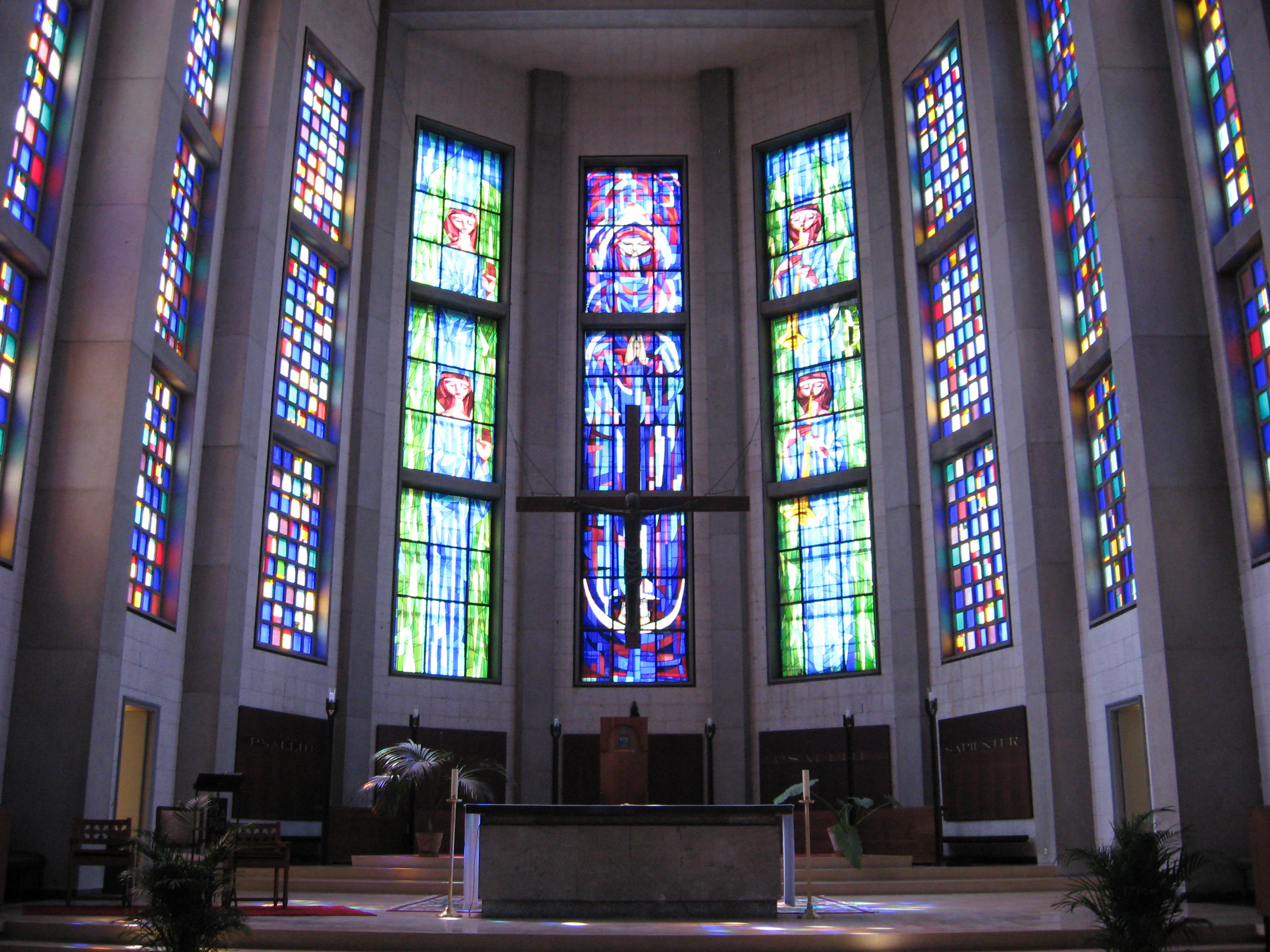
Vidrieres de la catedral de Tànger (Marroc).

## Les vidrieres
Arcadi Blasco va realitzar nombroses vidrieres, en col·laboració amb els arquitectes José Luis Fernández del Amo, Ignacio Gárate, Luis Cubillo de Arteaga, Eduardo García Benito, Luis Feduchi, Antonio Fernández Alba i Miguel Fisac, entre les quals destaquen les de la Catedral de Tànger al Marroc, les del Seminari Diocesà de Castelló de la Plana, o les de l'Hotel Luz Palace i dels edificis Campsa i Philips a Madrid.

## Obra
Té obres en diverses col·leccions, institucions i museus: Centre d'Art Reina Sofia de Madrid; Museu Municipal de Madrid; Museu de Ceràmica de Barcelona; Museu d'Art Contemporani d'Oldemburg; Centraal Museum d'Utrecht; Museu de la Solidaritat Salvador Allende, a Xile; Museu Internacional de Ceràmica de Ginebra; Museu de Ceràmica de la Ceràmica de Manises (València); Museu d'Art Contemporani d'Alacant, entre d'altres. Així com en les col·leccions del Palau de la Zarzuela, Palau de la Moncloa, la Diputació i l'Ajuntament d'Alacant, i de la Generalitat Valenciana.